# Палландрі Техсіл
Палландрі, також пишеться Паландрі (урду پلندری), спочатку Пуландарі, — Техсіл, який є адміністративною столицею району Судханоті в Азад Кашмірі. Він розташований за 90 км від Ісламабаду, столиці Пакистану. Він пов'язаний з Равалпінді та Ісламабадом дорогою Азад Паттан. Основне плем'я Палландрі — плем'я Судан.

## Історія
Палландрі відіграв центральну роль у насильницькому антиурядовому повстанні Пунча 1955 року, яке очолювали судхани. Суданці були обурені усуненням Сардара Ібрагіма Хана, а замах на Шер Ахмеда Хана почався в лютому 1955 року.

## Адміністрація
Палландрі ділиться на чотири техсілі, Палландрі, Монг, Тарар Хел і Балух, а Палландрі служить штаб-квартирою Судханоті. Джинджахелл був першою столицею Азад Кашміру і знаходиться приблизно в 20 кілометрах від Палландрі. Він знаходиться на висоті 1372 метри і лежить за 97 км від Равалпінді через Азад Паттан.